# Tricoma denticulata
Tricoma denticulata är en rundmaskart som beskrevs av Timm 1970. Tricoma denticulata ingår i släktet Tricoma och familjen Desmoscolecidae. Inga underarter finns listade i Catalogue of Life.